# Evelyn Dalrymple Fanshawe
Sir Evelyn Dalrymple Fanshawe, britanski general, * 25. maj 1895, † 14. marec 1979.